# Parabrachiella mitrata
Parabrachiella mitrata is een eenoogkreeftjessoort uit de familie van de Lernaeopodidae. De wetenschappelijke naam van de soort is voor het eerst geldig gepubliceerd in 1915 door Wilson, C.B..